# Fúria (DC Comics)
Fúria (em inglês, Fury)  é um nome compartilhado por personagens fictícias de histórias em quadrinhos publicadas pela editora estadunidense DC Comics. Originalmente era Hippolyta "Lyta" Trevor, a filha da Mulher-Maravilha (Diana) com Steve Trevor, todos personagens da Terra 2, membro fundadora da Corporação Infinito e noiva do Escaravelho de Prata (Hector Hall), o filho do Gavião Negro (Carter Hall) com Mulher-Gavião (Shiera Hall); criada por foi Roy Thomas e Ross Andru, estreou em  Wonder Woman #300 (Fev. 1983), assumindo a identidade de Fúria em All-Star Squadron Vol 1 #25 (Set. 1983).
Na Crise nas Infinitas Terras de 1985, a Mulher-Maravilha (Diana) recebe uma rajada do Antimonitor que, evoluindo em seu corpo, faz com que ele volte ao tempo até sua forma de barro na Ilha Paraíso. Nesta fase dos quadrinhos Rainha Hipólita virá a primeira Mulher-Maravilha que lutou ao lado da Sociedade da Justiça para extinguir a tirania Nazista na Segunda Grande Guerra. Lyta passou a ser a filha adotiva da Miss América (Joana Trevor) do Combatentes da Liberdade, e filha biológica da recém-criada Fúria do Young All-Stars, Helena Kosmatos. A nova personagem é uma super-heroína grega, igualmente criada por Roy Thomas, com Brian Murray e Michael Bair apenas para ser substituta da Mulher-Maravilha da Idade de Ouro como mãe biológica, apareceu pela primeira vez em Infinito, Inc. #35 (Fev. 1987) com origem contata em Secret Origins #12 (Mar. 1987).
Em Sandman Vol 2 #22 (Jan. 1991) de Neil Gaiman e Kelley Jones, Hippolyta Hall ela é apresentada como mãe do Senhor dos Sonhos (Daniel Hall) e filha de Steve Trevor, remetendo a primeira origem, em Sandman Apresenta: As Fúrias, uma lembrança na praia apresenta a Mulher-Maravilha como sua mãe. Anos depois, Fúria é Erik Storn membro fundador da Corporação Infinito conseqüência do projeto “Everyman”, de Lex Luthor, que pareceu pela primeira vez em 52 #9 (Set. 2006). Hippolyta Trevor-Hall retorna como filha da Mulher-Maravilha (Diana) com Steve Trevor, e esposa do Escaravelho de Prata (Hector Hall), em Justice Society of America Annual Vol 3 #1 (Ago. 2008). Em Os Novos 52, passou a ser Donna da Ilha das Amazonas, a filha da Mulher-Maravilha com Lobo da Estepe na Terra 2, criada por James Robinson e Yildiray Cinar, estreou em Earth 2 #8 (Jan. 2013).
No Brasil, nas primeiras aventuras F.A.I.X.A. (Patrick Dugan) era traduzido como Fúria. A criatura Rampage, do mesmo modo, foi traduzida como Fúria. Também é o nome da criatura desenvolvida através da fusão nuclear de Ronnie Raymond e Jason Rusch, criado por Ethan Van Sciver, Gail Simone e Yildiray Cinar, estreou em The Fury of Firestorm: The Nuclear Man #1 (Nov. 2011)

## Biografia ficcional

### Lyta Trevor (Pré-Crise)
Hippolyta Trevor, mais conhecida como Lyta, é a filha da Princesa Diana e Steve Trevor, como a maioria dos personagens relacionados com a idade de ouro da época, Hipolyta Trevor mais conhecida como Lyta foi indicada para viver no mundo paralelo de Terra 2.
Lyta Trevor herdou uma parte substancial dos poderes de sua mãe, sendo treinada por ela e sua avó na Ilha Paraíso, onde Lyta passou muitos verões. Quando Lyta começou a importunar seus pais para permitir que ela se tornasse a nova Mulher Maravilha, a A Mulher Maravilha disse a Lyta que ela não poderia se tornar uma heroína até depois da faculdade, uma condição com a qual Lyta concordou com relutância. Em Los Angeles, Lyta começou a namorar Hector Hall e decidiu desafiar os desejos de sua mãe adotando uma identidade fantasiada como Fúria.

#### Corporação Infinito
Fúria (Lyta Trevor) e grupo de protegidos e filhos de super-heróis decidiram adotar identidades heroicas e tornarem-se membros da SJA. Eles não foram aceitos, mas não desistiram. Sob a liderança de Sideral (Sylvester Pemberton) criam o seu próprio grupo.[6] Como seu primeiro caso, eles enfrentaram o Ultra-Humanóide.[8] Escaravelho de Prata e Fúria se apaixonam e chegando a ficarem noivos.[8][9]

#### Crise nas Infinitas Terras
Com a ocorrência de Crise nas Infinitas Terras, se envolveu na batalha para derrotar o Antimonitor, ajudando os heróis na vitória. E a partir deste momento, passa a existir apenas uma Terra e algumas fatos anteriores a este grande evento deixam de existir.[7] Lyta Trevor ainda tinha lembranças, mas as discrepâncias criadas pela nova linha do tempo e a perda de sua família a atormentavam. Seu companheiro de equipe Onda Mental Jr. (Henry King, Jr) tentou ter pena dela, tirando-a de todas as memórias da Terra-Dois. Após os eventos de Crise, Superman (Era de Ouro), Batman e Mulher Maravilha não existiam mais. Isto afetou Lyta diretamente:  continuou na Corporação Infinito, mas foi ligada como filha da Fúria (uma personagem criada propositalmente para esta situação), sendo criada pela Miss América nos anos 40.[6]

### Fúrias (Pós-Crise)

#### Fúria I (Helena Kosmatos)
É personagem criada somente com esta finalidade para ser mãe de Lyta, tinha poderes oriundos das Fúrias da mitologia grega. Sua origem foi explicada por John Byrne, com Diana morta, a rainha Hipólita foi estabelecida como a Mulher-Maravilha da era de ouro. A heroína de guerra conheceu a jovem grega Helena, Hippolyta assumiu o papel de sua mãe da orfã que se torna uma heroína amazona com poderes das Fúrias. Foi membro do Jovem Comando

#### Fúria II (Lyta Trevor-Hall)
Lyta Trevor com sua origem reescrita, foi ligada como filha de Helena Kosmatos, sendo criada pela Miss América. A identidade de seu pai biológico é desconhecida, podendo ser Iron Munro do Jovem Comando. Quando recém nascida, sua mãe entrega para sua amiga Joan Dale (Miss América), e desaparece. Joan Dale e seu marido Derek Trevor resolvem adotar a menina.

### Lyta Hall (Sandman)
Retorna como filha da Mulher-Maravilha e Steve Trevor. Na Saga Escaravelho de Prata, o namorado de Lyta Hall, conhecida como Fúria, Escaravelho de Prata (Hector Hall) morre após ser totalmente possuído. A Corporação Infinito sentiu a perda de Hector, fazendo com que Bóreas e Fúria deixasse o grupo após seu funeral.[10] Depois da morte de Hector em combate, seu espírito adentrou o Fluxo do Sonho, sendo encontrado pelas entidades Brute e Glob que fizeram acreditar que ele era o novo Sandman. Hector descobriu que Lyta esperava um filho seu. Passou a visitá-la durante as noites, enquanto ela dormia. Hector e Lyta (ainda grávida) casaram-se e passaram a viver no Fluxo do Sonho.
Tendo derramado o sangue de seu único filho, o Sonho é a vítima certa para os horrores antigos e é devorado pelas bestas. Logo, o Sonho renasce no filho de Lyta, Daniel, sinalizando o renascimento do Sonho e um novo começo para o interminável ciclo de histórias. E essa criança nasceu no coração do Sonhar, o Reino do Mestre Moldador, Oneiros, Senhos das histórias, Sonho dos Perpétuos, Mestre tecelão e Senhor dos Sonhos, Morfeus… também conhecido como Sandman. Filho de Lyta Hall, gerado no próprio reino dos Sonhos e que um dia será o novo Sonho dos Perpétuos.
Morfeus avisou a Lyta que um dia reivindicaria Daniel para si, o que obviamente ela não aceitou passivamente. Quando seu filho Daniel é sequestrado, Hippolyta Hall jura vingança ao Senhor dos Sonhos, que certa vez disse que chegaria o dia em que reclamaria para si a criança concebida em seu reino. O desaparecimento do filho de Lyta Hall desencadeia uma série de eventos que leva o Sonhar à guerra com as Fúrias. E para pagar por seus pecados, Morpheus deve abdicar da própria vida e dar lugar a um novo Sonho. Transtornada pelo que pode ter acontecido ao seu filho, Hippolyta vaga pelos mundos sem plena consciência do que faz, contando apenas com a certeza de querer se vingar de Morpheus. Lyta Hall, uma semi-humana, semi-fúria, que procura respostas ainda pela perda do filho e não tem mais sentido de viver em sociedade.
Ao longo da série Sandman, Lyta Hall desempenhou um papel periférico, um super-herói obscuro e quase esquecido, a Fúria; Lyta culpa Sonho pelo desaparecimento de seu filho, Daniel. Lyta, um ser que uma vez existiu no mundo preto e branco dos super-heróis, ataca o Sonho por fazê-la sofrer a perda de seu filho. Lyta Hall, acaba acreditando que Morfeus havia matado Daniel. Desde a morte de seu filho, Daniel, a semi-humana e semifúria Lyta Hall tem vagado por um deserto de sexo sem sentido e luto desesperado. Mas uma estranha coincidência a coloca na companhia de uma trupe de teatro estadunidense de viagem para Atenas. Desesperada e sem uma solução para sua vida medonha, Lyta segue uma trupe de teatro até a Grécia (empregada como guia local) e se vê confrontando frente a frente um semi-deus que jura vingança Às Furias. Em vez de revisitar sua herança grega para ajudar a recuperar sua sanidade, Lyta se vê perdida nos poços fétidos do Hades e acaba se tornando um peão em um jogo mortal entre os mais poderosos deuses da mitologia e a inimitável ameaça tripla que são… As Fúrias. Lyta , em busca de uma vingança mal encaminhada contra o Sonho, encontra as Fúrias. O jogo ganha sentido quando as Fúrias dizem que elas não podem cobrar do Morfeu por um pecado que ele tenha cometido contra o sangue alheio… mas ele havia acabado de derramar sangue do seu sangue e disso elas podiam cuidar.
As Benevolentes perseguem Morfeu, em busca de vingança pela morte de Daniel e pela morte de Orfeu às mãos do seu pai. Na viagem de possuir corpos e ir até a Terra dos Sonhos, Lyta descobre que seu filho, antes morto como haviam lhe dito, está desaparecido – o que a faz sair correndo atrás do menino por infernos e paraísos astrais e dar de cara com o próprio Rei do Sonhar e As Fúrias, em uma prova de vida ou morte. Enquanto o Coríntio e Matthew, o corvo, empreendem uma dura jornada em busca de Daniel. Mas, por trás das três Fúrias e da cólera de uma mãe, outras forças mais tenebrosas se perfilam.

### Fúria (Erik Storn) doProjeto Everman
Membro Fundador da Corporação Infinito, que pareceu pela primeira vez em 52 – week 21 (Setembro de 2006).

### Fúria (Donna) dosNovos 52
Filha da Mulher-Maravilha (Diana) da Terra 2 com um homem, que na verdade era o Lobo da Estepe. Enviado à Terra 2, ele comanda uma invasão de parademônios que mata a Trindade daquele planeta, o Lobo da Estepe apareceu para enfrentar Kal-L (Superman da Terra-2), o Batman e a Mulher-Maravilha. E de forma chocante o vilão conseguiu matar Diana Prince, atravessando uma espada pelo corpo da heroína. A garota foi criada pelo pai, e além de ser a última das amazonas é meio deusa. Fúria, como foi chamada, eventualmente traiu o pai e se alia ao Exército Mundial contra a segunda invasão das forças de Darkseid. Ela é a última das Amazonas, depois da invasão de Apokolips na Terra-2, quando todas as outras morreram. Nessa realidade, ela usa um traje vermelho e prateado que lembra o do Orion, além de ser mais forte que as outras Fúrias. Ela é tão forte quanto a Grande Barda, pois foi treinada por ela.

### Outros

#### FAIXA
F.A.I.X.A. (Patrick Dugan) nas primeiras aventuras era traduzido como Fúria.

#### Kitty Faulkner
Fúria (no original, Rampage) alter ego da doutora Kitty Faulkner, apareceu pela primeira vez em Julho de 1987, na revista Superman nº 7. No Brasil, sua primeira aparição se deu na revista Super-Homem nº 49, em Julho de 1988, pela Editora Abril.
A Dra Karen Lou Faulkner trabalhava em uma fonte de energia livre de poluição em um desafio patrocinado pelo Planeta Diário. Mostrava as instalações de seu projeto a repórter Lois Lane, quando o Dr Thomas Moyers, um colega que alegava perigos potenciais no projeto, desligou os sistemas de segurança. A explosão resultante transformou a pacata cientista na criatura Fúria que possui um visual marcante, como sua pele laranja, um corpo musculoso e um imponente moicano vermelho.

## Poderes
Fúria tem força, reflexos e resistência sobre-humanos. A Fúria da Era de Ouro também podia se transformar em Tisífone, uma das Fúrias mitológicas, quando irritada, tornando-se psicótica.